# Coloração em animais

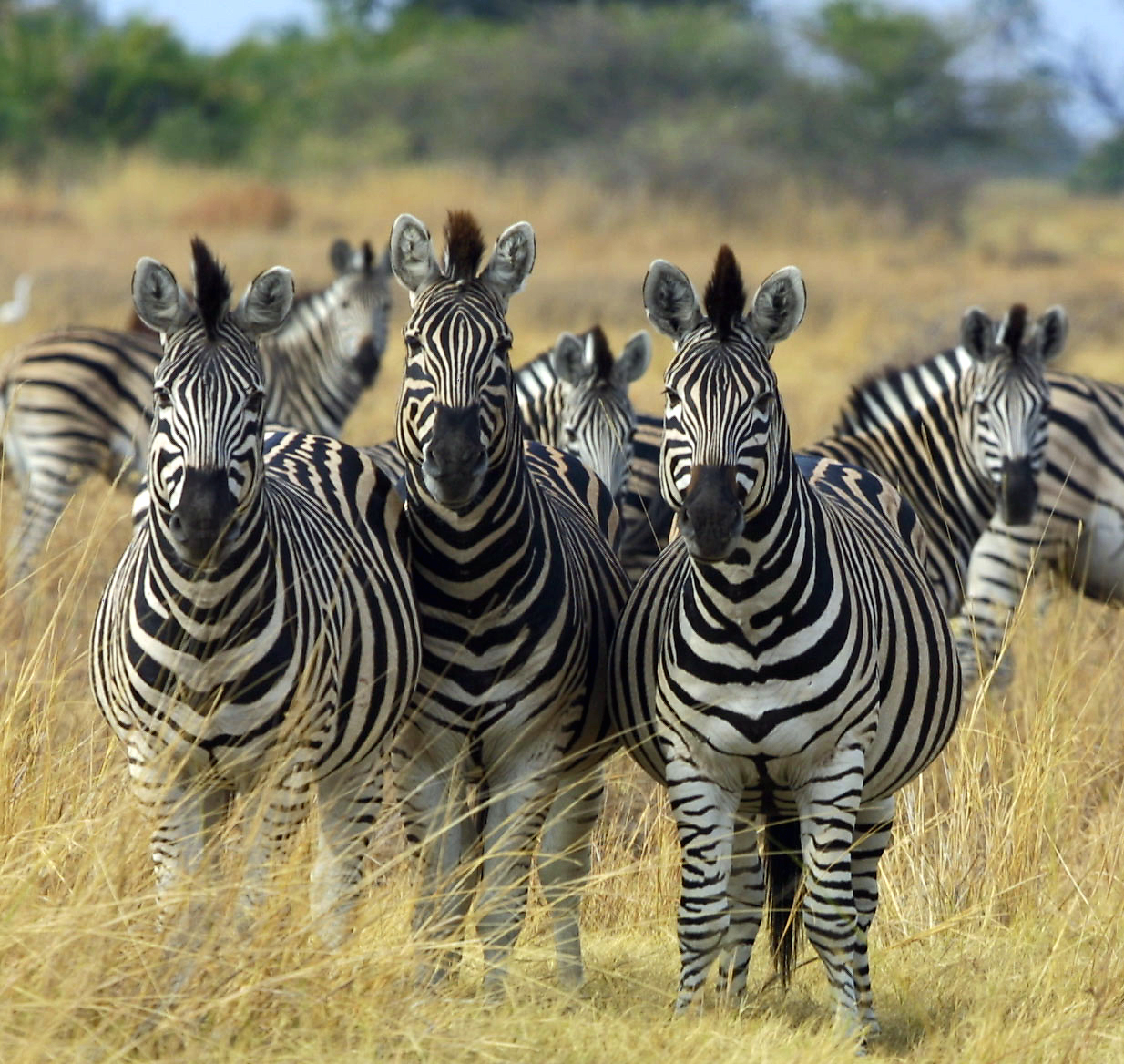
Zebra-de-chapman (Equus quagga chapmani) no Botswana, com a sua coloração alvinegra listrada

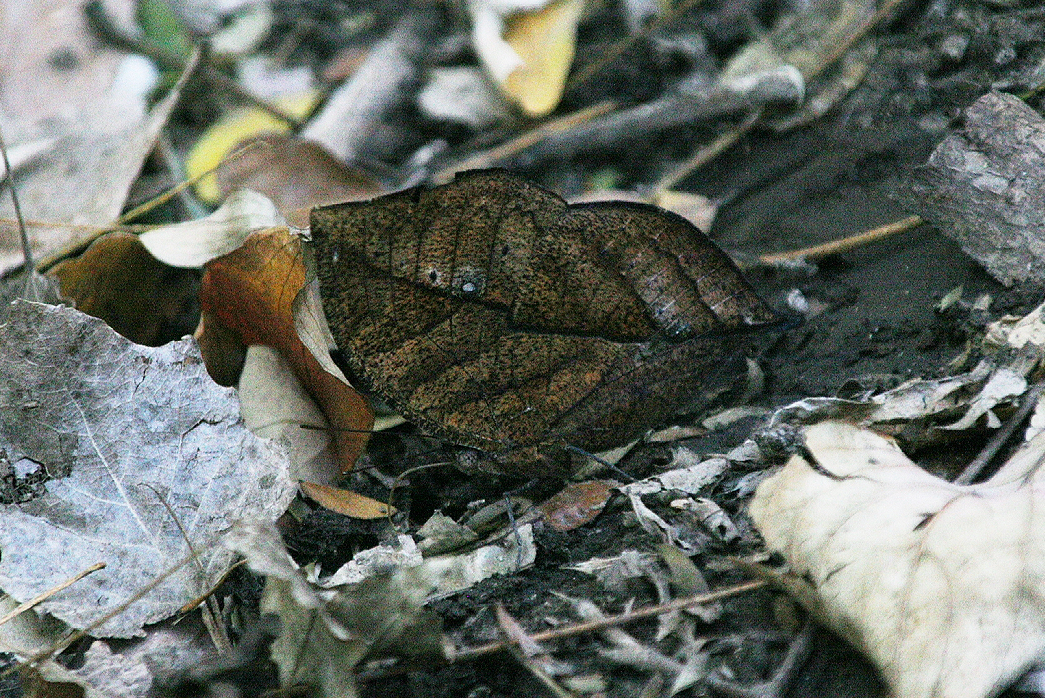
Borboleta do género Kallima com o que Edward Bagnall Poulton designou como "semelhança protetiva"

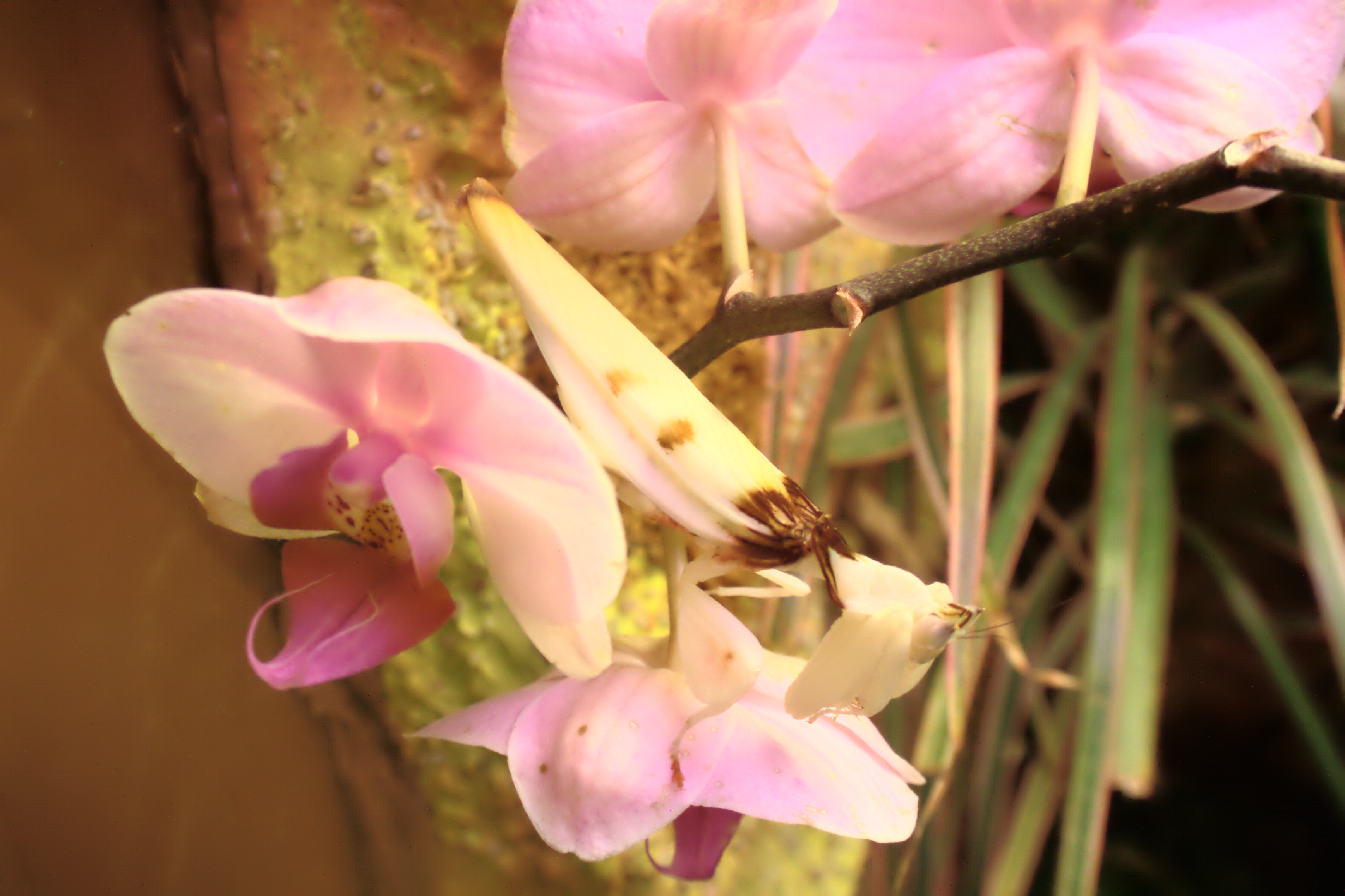
Louva-a-deus com o que Edward Bagnall Poulton designou "semelhança especial agressiva"

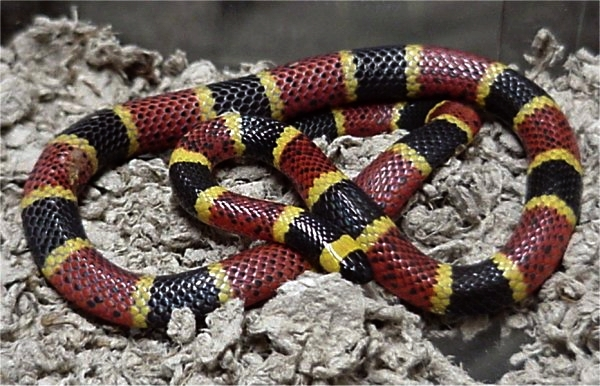
Uma cobra-coral venenosa usa cores vivazes defensivamente para avisar potenciais predadores.

A coloração em animais possui implicações relacionadas principalmente a três processos: termorregulação, comunicação intra e interespecífica e evasão à predação. A frequência relativa de diferentes padrões de cores em uma população depende da pressão de forças seletivas determinadas por estes processos, como a predação diferencial de variedades fenotípicas e seleção sexual.
O compromisso entre duas ou mais destas forças, com ponderações diferentes ao longo da distribuição de uma espécie, pode gerar polimorfismo cromático . Populações do peixe Gasterosteus aculeatus diferenciadas em cor e morfologia, são um bom exemplo desta situação. Nesta espécie são conhecidas duas formas: uma preta, com espinhos pélvicos desenvolvidos, média de sete placas laterais e ausência de pigmentação vermelha na garganta de machos sexualmente maduros; e outra (forma leiurus) menor, com espinhos pequenos, cinco placas laterais e machos com pigmentação vermelha. As características da forma preta parecem ter evoluído na presença de predadores e, na ausência destes, a forma leiurus é mais frequente . Hagen et al.  demonstraram ainda que a forma preta é mais eficiente na defesa do território reprodutivo quando o competidor Novumbra hubbsi ocorre em simpatria. Quando Novumbra não está presente ocorre seleção sexual favorecendo a forma vermelha.
Em muitos casos, padrões de coloração têm sido interpretados como resultado de um processo evolutivo direcionado pela predação por animais visualmente orientados. Neste sentido, existem duas rotas evolutivas possíveis. Na primeira, as cores da presa assemelham-se a uma parte aleatória do substrato, tornando-a críptica e dificultando sua detecção pelos predadores; na segunda a presa anuncia sua presença através de cores vistosas, que contrastam com o substrato. Neste caso, as presas conspícuas são favorecidas por possuírem compostos químicos ou características estruturais que as tornam impalatáveis ou por serem semelhantes a animais impalatáveis. Presas palatáveis também podem desenvolver cores vistosas quando apresentam características comportamentais que dificultem sua captura.
Animais com cores conspícuas e propriedades tóxicas (ou outras características que possam inibir a iniciativa de captura pelo predador) são chamados aposeméticos . Os predadores podem associar as cores de presas aposemáticas a experiências prévias desagradáveis ou tentativas frustradas de captura, evitando investir contra animais que as possuam.
São conhecidos vários exemplos onde predadores visualmente orientados podem ser responsáveis pela origem e manutenção de polimorfismo balanceado produzido por seleção apostática, polimorfismo para camuflagem, polimorfismo mimético do tipo Batesiano ou Mülleriano e polimorfismo de animais aposemáticos.

## Referência
- Este artigo foi inicialmente baseado no artigo sob a licença Creative Commons Atribuição 3.0:

VASCONCELLOS-NETO, J., GONZAGA, M.. EVOLUÇÃO DE PADRÕES DE COLORAÇÃO EM ARTRÓPODES. Oecologia Australis, América do Norte, 8, mai. 2010. Disponível em: http://www.oecologiaaustralis.org/ojs/index.php/oa/article/view/472/408. Acesso em: 31 jul. 2011.